# Lanrelas
Lanrelas (bretonisch: Lanrelaz) ist eine französische Gemeinde mit 866 Einwohnern (Stand: 1. Januar 2022) im Département Côtes-d’Armor in der Region Bretagne. Lanrelas gehört zum Arrondissement Saint-Brieuc und zum Kanton Broons. Die Bewohner werden Lanrelasiens und Lanrelasiennes genannt.
Die Gemeinde erhielt 2022 die Auszeichnung „Eine Blume“, die vom Conseil national des villes et villages fleuris (CNVVF) im Rahmen des jährlichen Wettbewerbs der blumengeschmückten Städte und Dörfer verliehen wird.

## Geografie
Lanrelas liegt etwa 29 Kilometer südwestlich der Stadt Dinan und etwa 48 Kilometer westnordwestlich von Rennes. Umgeben wird Lanrelas von den Nachbargemeinden Sévignac im Norden, Plumaugat im Osten, Trémorel im Süden, Merdrignac im Westen und Südwesten sowie Éréac im Westen und Nordwesten.

## Bevölkerungsentwicklung
| Jahr                       | 1962 | 1968 | 1975 | 1982 | 1990 | 1999 | 2007 | 2016 |
| Einwohner                  | 1328 | 1234 | 1126 | 1061 | 916  | 868  | 852  | 828  |
| Quellen: Cassini und INSEE |      |      |      |      |      |      |      |      |

## Sehenswürdigkeiten
- Dolmen La Roche du Géant
- Menhir de la Glinaie
- Les chaos de la Rance, große Dioritblöcke
- Kirche Saint-Jean-Baptiste

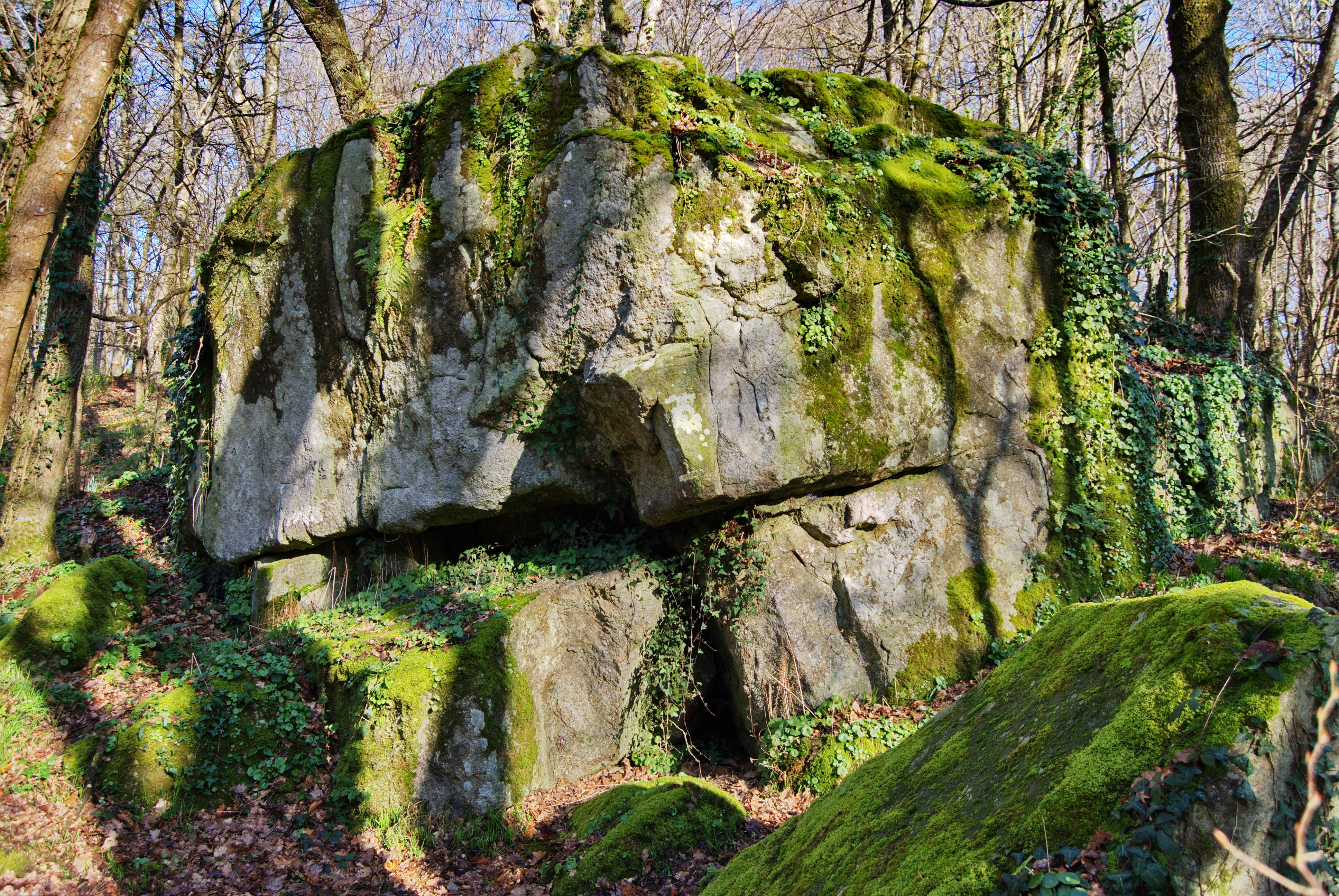
Dolmen La Roche du Géant
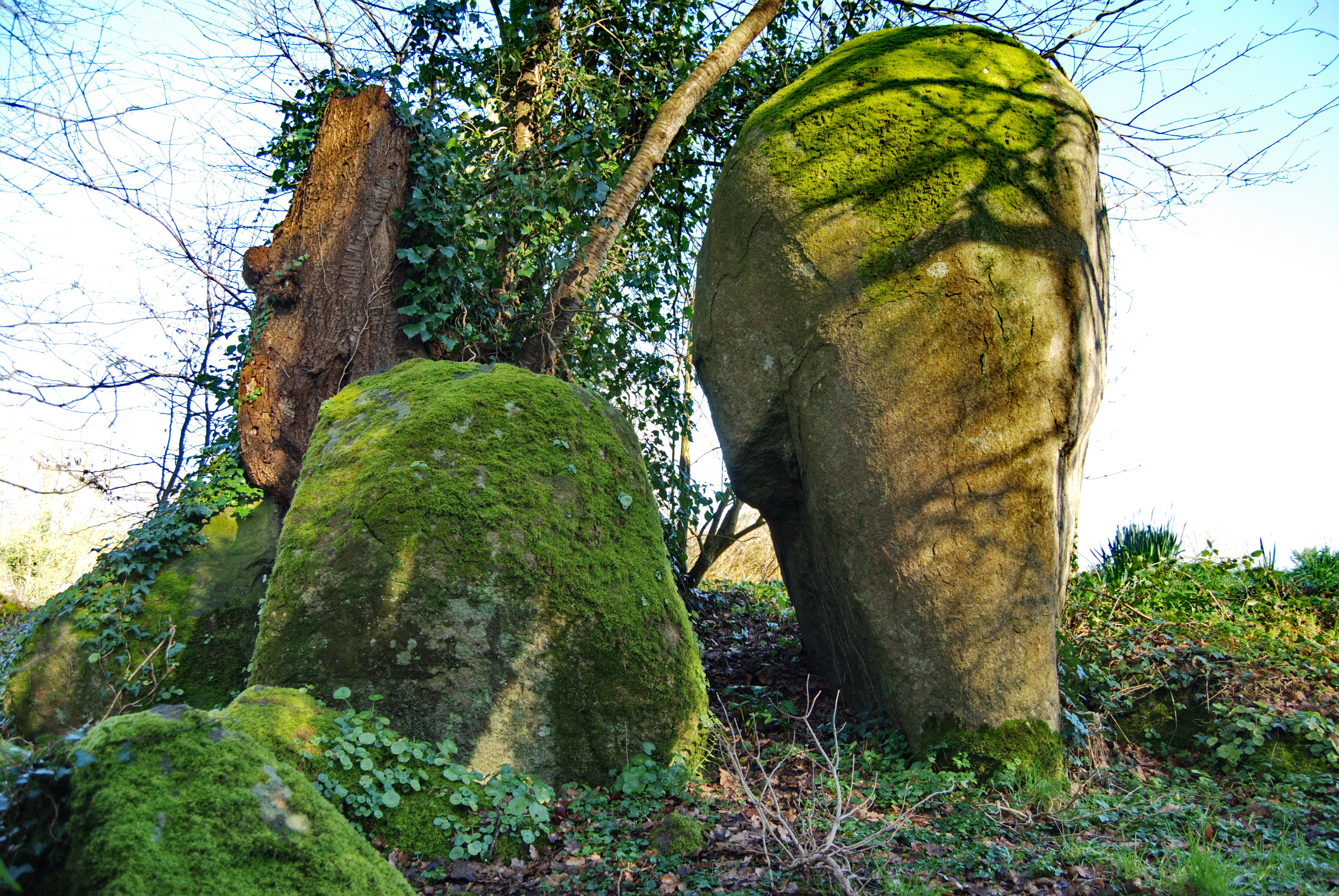
Menhir de la Glinaie
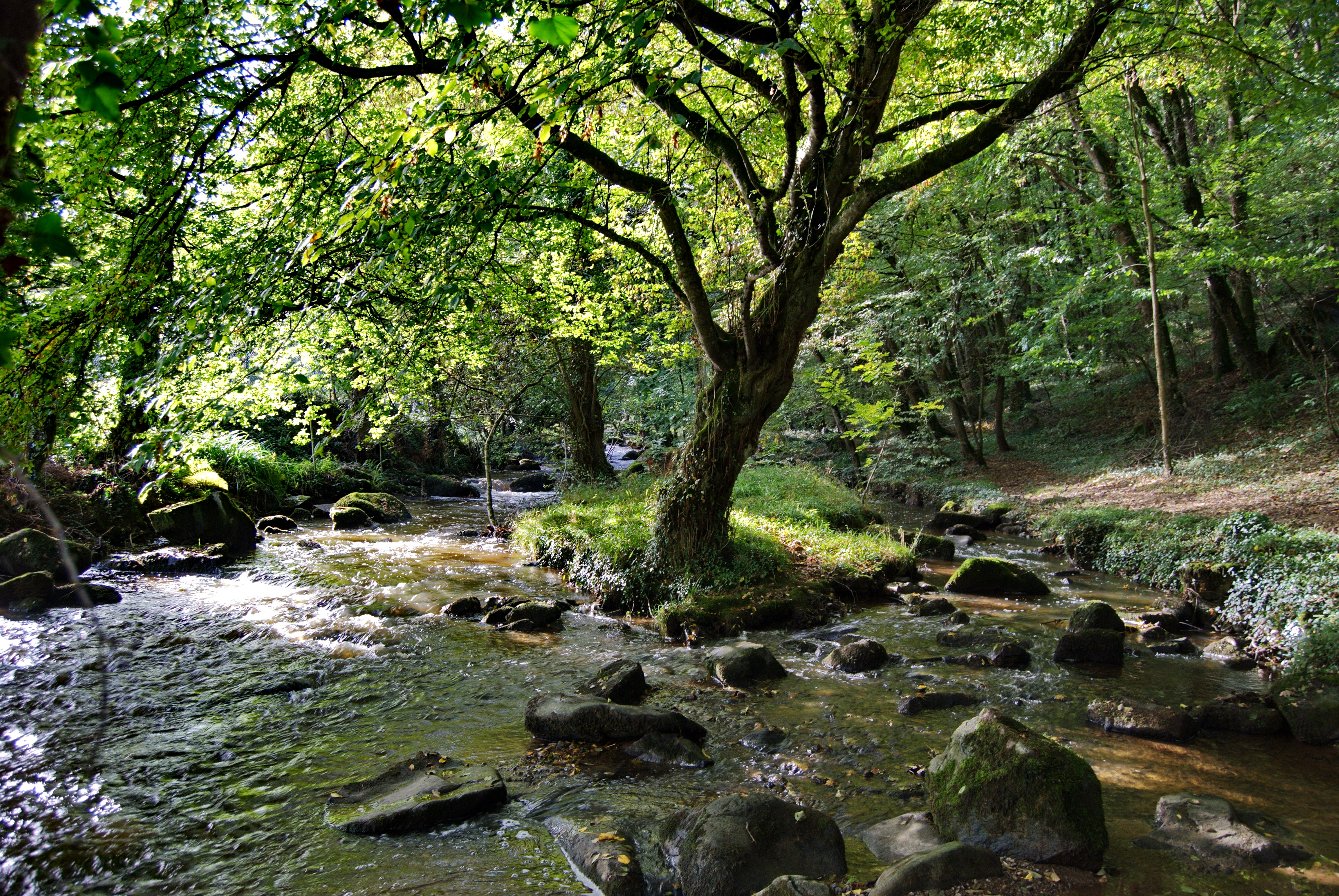
Les chaos de la Rance
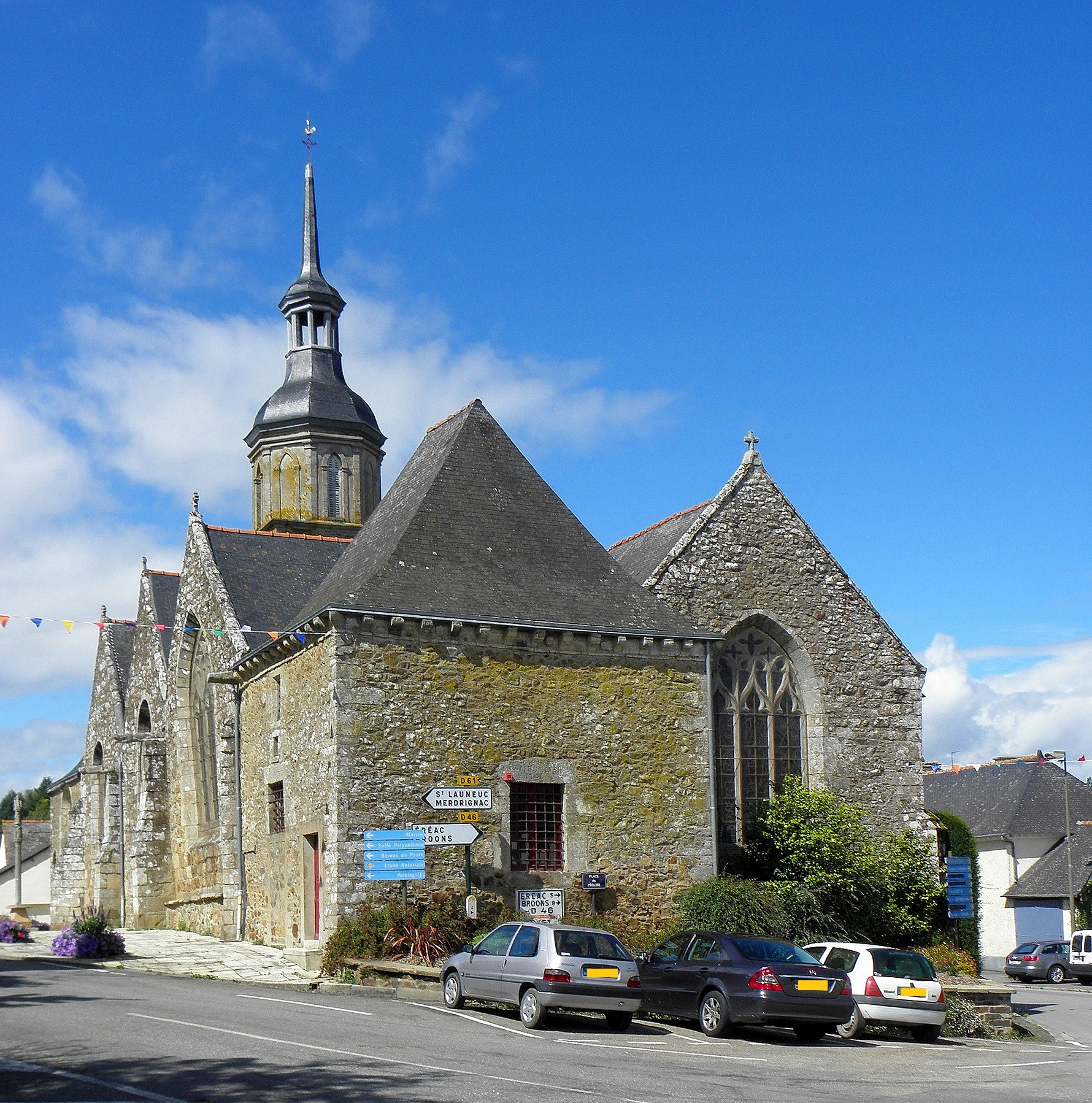
Kirche Saint-Jean-Baptiste